# Festival de Jazz Tarrasa

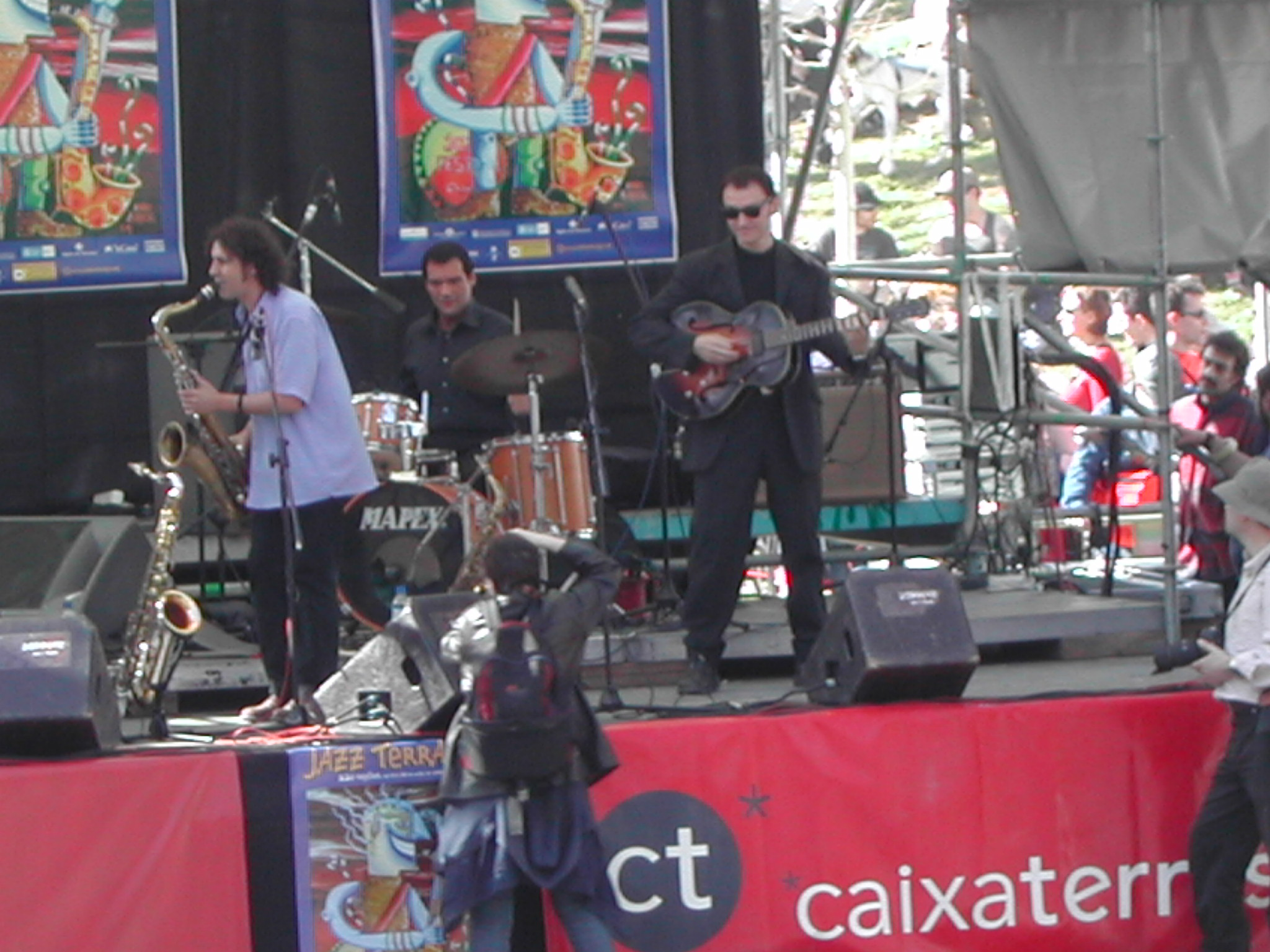
Escenario situado en el parque de Vallparadís durante el Festival de Jazz de Tarrrasa, en 2003.

El Festival de Jazz Tarrasa es un evento musical, centrado en el jazz, que se celebra anualmente desde 1982 en la localidad catalana de Tarrasa, en la provincia de Barcelona. Reúne cada año, durante casi un mes, entre marzo y abril, a más de 250 artistas, desde jóvenes figuras emergentes hasta grandes figuras del jazz internacional.

## El festival
Desde 2003, y en el acto de clausura del festival, se entrega el premio Jazzterrasman, que distingue a una gran figura del jazz.
Además de los conciertos musicales, el festival organiza exposiciones, un ciclo de cine, un concurso fotográfico y actividades de baile, siempre con el jazz como elemento nuclear.
El Festival Internacional de Jazz de Tarrasa nació en 1982 por iniciativa del club de Jazz de Amigos de las Artes y Juventudes Musicales de Tarrasa, justo un año después de celebrar, en marzo de 1981, el décimo aniversario del Jazz Cava, un local de jazz de la calle San Quirico de Tarrasa.